# Hemicyclops intermedius
Hemicyclops intermedius är en kräftdjursart som beskrevs av Ummerkutty 1961. Hemicyclops intermedius ingår i släktet Hemicyclops och familjen Clausidiidae. Inga underarter finns listade i Catalogue of Life.